# Žabjek (priimek)
Žabjek je priimek več znanih Slovencev:
- Franc Žabjek, partizan, politični komisar v brigadi Ivana Cankarja
- Jolanda Veršič-Žabjek, političarka
- Nina Žabjek, rokometašica
- Simona Žabjek (*1976), gorska kolesarka